# Districte electoral de Mataró
El districte de Mataró fou una circumscripció electoral del Congrés dels Diputats utilitzada en les eleccions generals espanyoles entre 1871 i 1923. Es tractava d'un districte uninominal, ja que només era representat per un sol diputat.

## Àmbit geogràfic
L'any 1871, el districte comprenia tot el partit judicial de Mataró (corresponent a la part occidental de l'actual comarca del Maresme), excepte les poblacions de Sant Vicenç de Montalt i Caldes d'Estrac, que es van incorporar al districte d'Arenys. Els límits del districte van mantenir-se vigents fins al 1923.

## Diputats electes
| Elecció | Elecció        | Diputat                         | Partit/Ideologia                    |
| ------- | -------------- | ------------------------------- | ----------------------------------- |
|         | 1871           | Rafael Serrano i Magriñà        | Sense dades                         |
|         | Abril 1872     | Antonio González Llorente       | Sense dades                         |
|         | Agost 1872     | Pere Cisa i Cisa                | Sense dades                         |
|         | 1873           | Antoni Carné i Mata             | Partit Republicà Democràtic Federal |
|         | 1876           | Joaquim Valentí i Fontrodona    | Conservador                         |
|         | 1881           | Francesc Taulina i Garriga      | Liberal                             |
|         | 1881 (parcial) | Josep Garcia i Oliver           | Liberal                             |
|         | 1884           | Joaquim Valentí i Fontrodona    | Conservador                         |
|         | 1886           | Lluís Soler i Pla               | Liberal                             |
|         | 1891           | Delmir de Caralt i Matheu       | Conservador                         |
|         | 1893           | Lluís Soler i Pla               | Liberal                             |
|         | 1896           | Bartomeu Bosch i Puig           | Conservador                         |
|         | 1898           | Pablo Cruz y Orgaz              | Liberal                             |
|         | 1899           | Trinidad Rius i Torres          | Conservador                         |
|         | 1901           | Modesto Sánchez Ortiz           | Liberal                             |
|         | 1905           | Trinidad Rius i Torres          | Lliga Regionalista                  |
|         | 1910           | Pere Guerau Maristany i Oliver  | Liberal moretista                   |
|         | 1912 (parcial) | Carles Padrós i Rubió           | Liberal                             |
|         | 1918           | Carles de Fortuny i de Miralles | Lliga Regionalista                  |
|         | 1919           | Pere Guerau Maristany i Oliver  | Monàrquic independent               |
|         | 1920           | Lluís Moret i Català            | Monàrquic independent               |

## Resultats electorals

### Dècada de 1920
| Eleccions generals del 29/04/1923 |                     |                         |        |      |
| Partit/Ideologia                  | Partit/Ideologia    | Candidat                | Vots   | %    |
|                                   | Liberal romanonista | Lluís Moret i Català    | 4.959  | 68,6 |
|                                   | Nacionalista        | Antoni Marfà i Serra    | 1.840  | 25,4 |
|                                   | Republicà           | Joaquim Escofet i Cuscó | 459    | 6,3  |
| Total                             | Total               | Total                   | 7.232  | 100  |
| Cens/participació                 | Cens/participació   | Cens/participació       | 12.536 | 57,7 |

| Eleccions generals del 19/12/1920 |                       |                      |        |      |
| Partit/Ideologia                  | Partit/Ideologia      | Candidat             | Vots   | %    |
|                                   | Monàrquic independent | Lluís Moret i Català | 4.299  | 66,1 |
|                                   | Socialista            | Manuel Serra i Moret | 2.048  | 31,5 |
|                                   | Altres                | Altres               | 160    | 2,5  |
| Total                             | Total                 | Total                | 6.507  | 100  |
| Cens/participació                 | Cens/participació     | Cens/participació    | 11.879 | 54,8 |

### Dècada de 1910
| Eleccions generals del 01/06/1919 |                       |                                |        |      |
| Partit/Ideologia                  | Partit/Ideologia      | Candidat                       | Vots   | %    |
|                                   | Monàrquic independent | Pere Guerau Maristany i Oliver | 4.691  | 67,3 |
|                                   | Socialista            | Manuel Serra i Moret           | 2.133  | 30,6 |
|                                   | Altres                | Altres                         | 150    | 2,2  |
| Total                             | Total                 | Total                          | 6.974  | 100  |
| Cens/participació                 | Cens/participació     | Cens/participació              | 11.559 | 60,3 |

| Eleccions generals del 24/02/1918 |                      |                                 |        |      |
| Partit/Ideologia                  | Partit/Ideologia     | Candidat                        | Vots   | %    |
|                                   | Lliga Regionalista   | Carles de Fortuny i de Miralles | 4.971  | 59,7 |
|                                   | Coalició d'esquerres | Manuel Serra i Moret            | 3.228  | 38,8 |
| Vots en blanc                     | Vots en blanc        | Vots en blanc                   | 109    | 1,3  |
| Vots nuls                         | Vots nuls            | Vots nuls                       | 17     | 0,2  |
| Total                             | Total                | Total                           | 8.325  | 100  |
| Cens/participació                 | Cens/participació    | Cens/participació               | 11.456 | 72,7 |

| Eleccions generals del 09/04/1916 |                  |                       |                                                     |
| Partit/Ideologia                  | Partit/Ideologia | Candidat              | Vots                                                |
|                                   | Liberal          | Carles Padrós i Rubió | Electe mitjançant l'article 29 de la llei electoral |

| Eleccions generals del 08/03/1914 |                  |                       |                                                     |
| Partit/Ideologia                  | Partit/Ideologia | Candidat              | Vots                                                |
|                                   | Liberal          | Carles Padrós i Rubió | Electe mitjançant l'article 29 de la llei electoral |

| Elecció parcial del 29/09/1912 |                  |                       |                                                     |
| Partit/Ideologia               | Partit/Ideologia | Candidat              | Vots                                                |
|                                | Liberal          | Carles Padrós i Rubió | Electe mitjançant l'article 29 de la llei electoral |

| Elecció parcial del 11/02/1912 |                  |                                |                                                     |
| Partit/Ideologia               | Partit/Ideologia | Candidat                       | Vots                                                |
|                                | Liberal          | Pere Guerau Maristany i Oliver | Electe mitjançant l'article 29 de la llei electoral |

| Eleccions generals del 08/05/1910 |                   |                                |        |      |
| Partit/Ideologia                  | Partit/Ideologia  | Candidat                       | Vots   | %    |
|                                   | Liberal moretista | Pere Guerau Maristany i Oliver | 4.964  | 53,3 |
|                                   | Republicà federal | Jaume Estapé i Pagès           | 4.340  | 46,6 |
|                                   | Altres            | Altres                         | 6      | 0,1  |
| Total                             | Total             | Total                          | 9.310  | 100  |
| Cens/participació                 | Cens/participació | Cens/participació              | 12.061 | 77,2 |

### Dècada de 1900
| Eleccions generals del 21/04/1907 |                               |                        |        |      |
| Partit/Ideologia                  | Partit/Ideologia              | Candidat               | Vots   | %    |
|                                   | Lliga Regionalista (solidari) | Trinidad Rius i Torres | 5.651  | 94,7 |
|                                   | Altres                        | Altres                 | 319    | 5,3  |
| Total                             | Total                         | Total                  | 5.970  | 100  |
| Cens/participació                 | Cens/participació             | Cens/participació      | 11.610 | 51,4 |

| Eleccions generals del 10/11/1905 |                                     |                        |        |      |
| Partit/Ideologia                  | Partit/Ideologia                    | Candidat               | Vots   | %    |
|                                   | Lliga Regionalista                  | Trinidad Rius i Torres | 4.203  | 65,7 |
|                                   | Partit Republicà Democràtic Federal | Lluís Juli i Casals    | 2.034  | 31,8 |
|                                   | Socialista                          | López Montenegro       | 133    | 2,1  |
|                                   | Altres                              | Altres                 | 30     | 0,5  |
| Total                             | Total                               | Total                  | 6.400  | 100  |
| Cens/participació                 | Cens/participació                   | Cens/participació      | 11.162 | 57,3 |

| Eleccions generals del 19/05/1901 |                   |                        |        |      |
| Partit/Ideologia                  | Partit/Ideologia  | Candidat               | Vots   | %    |
|                                   | Liberal           | Modesto Sánchez Ortiz  | 6.785  | 87,3 |
|                                   | Independent       | Pau Estapé i Maristany | 591    | 7,6  |
|                                   | Socialista        | Pablo Iglesias Posse   | 144    | 1,9  |
|                                   | Altres            | Altres                 | 249    | 3,2  |
| Total                             | Total             | Total                  | 7.769  | 100  |
| Cens/participació                 | Cens/participació | Cens/participació      | 10.917 | 71,2 |

### Dècada de 1890
| Eleccions generals del 16/04/1899 |                   |                        |        |      |
| Partit/Ideologia                  | Partit/Ideologia  | Candidat               | Vots   | %    |
|                                   | Conservador       | Trinidad Rius i Torres | 6.214  | 96,0 |
|                                   | Altres            | Altres                 | 257    | 4,0  |
| Total                             | Total             | Total                  | 6.471  | 100  |
| Cens/participació                 | Cens/participació | Cens/participació      | 10.754 | 60,2 |

| Eleccions generals del 27/03/1898 |                   |                    |        |       |
| Partit/Ideologia                  | Partit/Ideologia  | Candidat           | Vots   | %     |
|                                   | Liberal           | Pablo Cruz y Orgaz | 7.321  | 126,3 |
| Total                             | Total             | Total              | 5.797  | 100   |
| Cens/participació                 | Cens/participació | Cens/participació  | 11.158 | 52,0  |

| Eleccions generals del 12/04/1896 |                   |                       |        |      |
| Partit/Ideologia                  | Partit/Ideologia  | Candidat              | Vots   | %    |
|                                   | Conservador       | Bartomeu Bosch i Puig | 3.780  | 76,8 |
|                                   | Altres            | Altres                | 1.139  | 23,2 |
| Total                             | Total             | Total                 | 4.919  | 100  |
| Cens/participació                 | Cens/participació | Cens/participació     | 10.768 | 45,7 |

| Eleccions generals del 05/03/1893 |                   |                   |        |      |
| Partit/Ideologia                  | Partit/Ideologia  | Candidat          | Vots   | %    |
|                                   | Liberal           | Lluís Soler i Pla | 3.202  | 63,5 |
|                                   | Altres            | Altres            | 1.842  | 36,5 |
| Total                             | Total             | Total             | 5.044  | 100  |
| Cens/participació                 | Cens/participació | Cens/participació | 10.307 | 48,9 |

| Eleccions generals del 01/02/1891 |                  |                           |       |
| Partit/Ideologia                  | Partit/Ideologia | Candidat                  | Vots  |
|                                   | Conservador      | Delmir de Caralt i Matheu | 2.478 |

### Dècada de 1880
| Eleccions generals del 04/04/1886 |                  |                   |      |      |
| Partit/Ideologia                  | Partit/Ideologia | Candidat          | Vots | %    |
|                                   | Liberal          | Lluís Soler i Pla | 438  | 52,8 |
|                                   | Altres           | Altres            | 392  | 47,2 |
| Total                             | Total            | Total             | 830  | 100  |

| Eleccions generals del 27/04/1884 |                  |                              |       |      |
| Partit/Ideologia                  | Partit/Ideologia | Candidat                     | Vots  | %    |
|                                   | Conservador      | Joaquim Valentí i Fontrodona | 1.120 | 97,9 |
|                                   | Altres           | Altres                       | 24    | 2,1  |
| Total                             | Total            | Total                        | 1.144 | 100  |

| Elecció parcial del 04/12/1881 |                  |                       |       |      |
| Partit/Ideologia               | Partit/Ideologia | Candidat              | Vots  | %    |
|                                | Liberal          | Josep Garcia i Oliver | 673   | 62,3 |
|                                | Altres           | Altres                | 407   | 37,7 |
| Total                          | Total            | Total                 | 1.080 | 100  |

| Eleccions generals del 20/08/1881 |                  |                            |      |      |
| Partit/Ideologia                  | Partit/Ideologia | Candidat                   | Vots | %    |
|                                   | Liberal          | Francesc Taulina i Garriga | 770  | 97,5 |
|                                   | Altres           | Altres                     | 20   | 2,5  |
| Total                             | Total            | Total                      | 790  | 100  |

### Dècada de 1870
| Eleccions generals del 20/04/1879 |                  |                              |       |      |
| Partit/Ideologia                  | Partit/Ideologia | Candidat                     | Vots  | %    |
|                                   | Conservador      | Joaquim Valentí i Fontrodona | 759   | 58,6 |
|                                   | Altres           | Altres                       | 536   | 41,4 |
| Total                             | Total            | Total                        | 1.295 | 100  |

| Eleccions generals del 20/01/1876 |                  |                              |       |      |
| Partit/Ideologia                  | Partit/Ideologia | Candidat                     | Vots  | %    |
|                                   | Conservador      | Joaquim Valentí i Fontrodona | 3.416 | 79,3 |
|                                   | Altres           | Altres                       | 893   | 20,7 |
| Total                             | Total            | Total                        | 4.309 | 100  |

| Eleccions generals del 10/05/1873 |                                     |                     |       |      |
| Partit/Ideologia                  | Partit/Ideologia                    | Candidat            | Vots  | %    |
|                                   | Partit Republicà Democràtic Federal | Antoni Carné i Mata | 2.946 | 52,5 |
|                                   | Altres                              | Altres              | 2.662 | 47,5 |
| Total                             | Total                               | Total               | 5.608 | 100  |

| Eleccions generals del 24/08/1872 |                  |                  |       |      |
| Partit/Ideologia                  | Partit/Ideologia | Candidat         | Vots  | %    |
|                                   | Sense dades      | Pere Cisa i Cisa | 1.542 | 99,4 |
|                                   | Altres           | Altres           | 9     | 0,6  |
| Total                             | Total            | Total            | 1.551 | 100  |

| Eleccions generals del 03/04/1872 |                  |                           |       |      |
| Partit/Ideologia                  | Partit/Ideologia | Candidat                  | Vots  | %    |
|                                   | Sense dades      | Antonio González Llorente | 2.621 | 54,6 |
|                                   | Altres           | Altres                    | 2.179 | 45,4 |
| Total                             | Total            | Total                     | 4.800 | 100  |

| Eleccions generals del 08/03/1871 |                  |                          |       |      |
| Partit/Ideologia                  | Partit/Ideologia | Candidat                 | Vots  | %    |
|                                   | Sense dades      | Rafael Serrano i Magriñà | 3.342 | 57,9 |
|                                   | Altres           | Altres                   | 2.431 | 42,1 |
| Total                             | Total            | Total                    | 5.773 | 100  |